# Metamorfosen (Sallinen)
Aulis Sallinen componeerde Metamorfosen in 1964. De compositie is gebaseerd op een thema uit zijn Elegie voor Sebastian Knight voor cello solo. Metamorfosen is geschreven voor cello en een kamerorkest bestaande uit 2 dwarsfluiten, 2 klarinetten en strijkers.
De première van deze bewerking vond plaats in Helsinki in het jaar van compositie. Uitvoerenden waren cellist Tapani Valstra, begeleid door het Fins Radio Symfonie Orkest onder leiding van Stephen Portman.
De compositie is zonder opus gebleven, maar kan opus 11 gehad kunnen hebben; deze ontbreekt namelijk in de officiële lijst.
Zoals vaker werd deze bewerking opnieuw door de componist bewerkt tot weer een nieuwe compositie: Kamermuziek IV.

## Bron
- Uitgave van CPO